# Salcedo (Dominikana)
Selcedo – miasto w Dominikanie; stolica prowincji Hermanas Mirabal. W 2010 roku liczba mieszkańców wyniosła 35 306.